# Byte (revista)
La revista estatunidenca Byte, fundada per Wayne Green el 1975, va ser una de les més influents publicacions sobre ordinadors personals des de la segona meitat de la dècada de 1970 i a través dels anys 1980, per compte de la seva àmplia cobertura editorial. Mentre moltes revistes de l'època s'havien dedicat a la plataforma MS-DOS o a l'Apple Macintosh, principalment des del punt de vista de l'usuari corporatiu, la Byte cobria el desenvolupament en tot el camp dels "microordinadors i programari", i algunes vegades incloïa reportatges aprofundits sobre altres camps de la computació, tals com superordinadors i computació d'alta fiabilitat.